# Provincie Ascoli Piceno
Ascoli Piceno (Provincia di Ascoli Piceno) je italská provincie v oblasti Marche, jejíž břehy omývá Jaderské moře. Sousedí na severu s provincií Fermo, která se od ní oddělila v roce 2009, a s provincií Macerata, na jihu s provinciemi Teramo a Rieti a na jihozápadě s provincií Perugia.

## Okolní provincie
| Růžice kompasu | Macerata | Fermo                   |  | Růžice kompasu |
| Růžice kompasu | Perugia  | Sever                   |  | Růžice kompasu |
| Růžice kompasu | Perugia  | Provincie Ascoli Piceno |  | Růžice kompasu |
| Růžice kompasu | Perugia  | Jih                     |  | Růžice kompasu |
| Růžice kompasu | Rieti    | Teramo                  |  | Růžice kompasu |